# Brønd
En brønd er almindeligvis et udgravet hul i jorden, men kan være et naturligt eller boret hul, beregnet til opsamling og udnyttelse af vand. Et borehul til udvinding af olie eller gas kaldes også for en brønd.